# Gorgonia palma
Gorgonia palma är en korallart som beskrevs av Peter Simon Pallas 1766. Gorgonia palma ingår i släktet Gorgonia och familjen Gorgoniidae. Inga underarter finns listade i Catalogue of Life.